# Маяк Амедэ
Маяк Амедэ (фр. Le phare Amédée) — железный маяк, расположенный на острове Амеде, в 24 км от Нумеа, Новая Каледония.

Металлические компоненты были изготовлены в Париже в 1862 году и установлены там в качестве демонстрации. Затем он был разобран на части общим весом 388 тонн и перевезен вдоль реки Сены в Порт Гавр для своего рейса в Новую Каледонию. Это один из самых высоких металлических маяков в мире и это был первый металлический маяк, построенный во Франции. Первый камень был заложен 18 января 1865 года. Маяк впервые был зажжён 15 ноября 1865 года, в день тезоименитства императрицы Евгении, жены Наполеона III. Его свет сигнализирует о входе в пролив Булари, один из трёх естественных проходов в рифе, окружающем Новую Каледонию. На другом конце света, маяк Рош-Дувр в Ла-Манше является братом-близнецом маяка Амедэ. Сейчас это очень популярная туристическая достопримечательность.

## История
В 1859 году исполняющий обязанности коменданта Новой Каледонии Жан-Мари Сессе обратился к правительству Парижа с просьбой построить маяк для оказания помощи судам, направляющимся в порту Нумеа (в то время Форт-де-Франс), особенно с учётом того, что эта колония была выбрана в качестве нового пункта назначения для французских заключённых.
Принимая во внимание отсутствие каменщиков и других квалифицированных рабочих в колонии, французская комиссия по маяку предложила предварительно изготовленную железную конструкцию, относительно новый метод, впервые использованный в 1841 году британским инженером-консультантом Александром Гордоном для маяка Морант-Пойнт на Ямайке. Министр военно-морского флота и колоний, Проспер де Шасслу-Лоба, утвердил проект и назначил Леонса Рейно, который уже разработал множество маяков, и который также спроектировал оригинальный Северный вокзал в Париже.
Металлоконструкции были изготовлены в течение четырёх месяцев в Rigolet, которые затем должны были построить башню в 19-м округе Парижа в качестве демонстрации её стабильности. Маяк оставался в Париже с июля 1862 по июнь 1864 года и стал популярным местом для прогулок парижан. Конструкции, упакованные в 1200 ящиков и весом 388 тонн, были перевезены баржей в Гавр, а затем отправлены в Новую Каледонию в ноябре 1864 года.
Маяк был построен на острове Амеде смешанной командой французских солдат и местных рабочих под руководством Луи-Эмиля Бертена, впоследствии ставшего крупным морским архитектором как для Франции, так и для Японии. Впервые маяк был зажжён 15 ноября 1865 года, в день тезоименитства императрицы Евгении, жены Наполеона III.